# Полісся (видавництво)
«Полісся» — українське книжково-газетне видавництво комунальної форми власності, засноване у Житомирі 1993 року. Перебуває в управлінні Житомирської обласної ради.
Спеціалізується на виданні журналів, газет, художніх творів українських письменників, навчально-довідкової літератури, а також наукової документалістики, зокрема у 2006—2015 роках видавництво видрукувало серію науково-документальних книг «Реабілітовані історією», а 2008 року окреме видання «Національна книга пам'яті жертв голодомору 1932–1933 років в Україні. Житомирська області», присвячених Житомирській області.
На базі видавництва з 2002 року діє обласна літературно-мистецька студія імені Михайла Клименка.